# Matična kiselina
Matična kiselina (10-hidroksi-2-decenoinska kiselina) ili 10-HDA je bioaktivno jedinjenje črisutno u matičnom mleču.

Kiselina matičnog mleča se istražuje zbog svog farmakološkog dejstva. Postoje indikacije da ona promoviše neurogenezu neuralnih matični/progenitorskih ćelija (ćelija koje imaju sposobnost diferencijacije u neurone, astrocite, ili oligodendrocite) in vitro i koje mogu da budu efektivan metod tretiranja i sprečavanja neuroloških poremećaja.
Osim toga, poznato je da kiselina matičnog mleča ima antitumorna, antibiotička, imunomodulatorna, estrogenska, neurogena dejstva, kao i da modulira unutrašnje imunske response.

## Spoljašnje veze
- 10-Hydroxy-2-decenoic Acid, a Major Fatty Acid from Royal Jelly, Inhibits VEGF-induced Angiogenesis in Human Umbilical Vein Endothelial Cells